# Helmut Frenz
Helmut Frenz (* 4. Februar 1933 in Allenstein; † 13. September 2011 in Hamburg) war ein deutscher evangelisch-lutherischer Bischof, Theologe, Flüchtlingsbeauftragter und Menschenrechtsaktivist.

## Berufliches Wirken
Frenz studierte Evangelische Theologie und wurde zum evangelisch-lutherischen Pfarrer ordiniert. Im Jahr 1965 wurde er von der EKD beauftragt, nach Concepción in Chile zu gehen und im bischöflichen Amt als Propst der dortigen Evangelisch-Lutherischen Kirche zu arbeiten. Nach Beendigung dieses Dienstes 1976 wurde er Generalsekretär von Amnesty International in der Bundesrepublik Deutschland. Daran schloss sich ein Amt als Gemeindepastor in Norderstedt an. Nach einiger Zeit wurde er zum Studienleiter in der Evangelischen Akademie in Bad Segeberg berufen und habilitiert. Die Nordelbische Evangelisch-Lutherische Kirche ernannte ihn auf dem Hintergrund seines ausgewiesenen Einsatzes für die Menschenrechte von Verfolgten und Emigranten zum Flüchtlingsbeauftragten. Von 1999 bis 2005 übte er das Amt des Beauftragten für Flüchtlings-, Asyl- und Zuwanderungsfragen beim Präsidenten des Schleswig-Holsteinischen Landtages aus.

## Politisches Wirken
Frenz wurde durch seine theologische Prägung frühzeitig die Verpflichtung zu sozialer und politischer Verantwortung des Christen bewusst. Er beteiligte sich an der Arbeit der Christlichen Friedenskonferenz (CFK), die 1958 in Prag gegründet worden war. Durch seinen Auslandsaufenthalt in Chile wurde er verstärkt mit den Problemen eines sozial gespaltenen Landes konfrontiert, und er erlebte den Putsch in Chile 1973 und die damit einhergehenden Gewalttaten gegen Demokraten. Unmittelbar nach Errichtung der Militärdiktatur im Jahre 1973 engagierte er sich gemeinsam mit den anderen Evangelischen Kirchen und mit der Katholischen Kirche für den Schutz derjenigen Personen, deren grundlegenden Menschenrechte verletzt wurden. Es entstand als ökumenische Einrichtung das „Komitee für den Frieden“ (Comité Pro Paz), aus dem später das katholische „Vikariat der Solidarität“ (Vicaría de la Solidaridad) hervorgegangen ist. Frenz Unterstützung für die Verfolgten führte dazu, dass ihm am 5. Oktober 1975, als er sich gerade in Genf aufhielt, durch das Regime Augusto Pinochets die Wiedereinreise nach Chile verboten wurde. Bereits im Juni 1975 hatte seine Parteinahme gegen Pinochet zu einer Spaltung der Evangelisch-lutherischen Kirche in Chile und der Gründung der regimetreuen Lutherischen Kirche in Chile (span. Iglesia Luterana en Chile / ILCH) geführt, die die Mehrheit der deutschstämmigen Lutheraner in Chile vertrat.
Frenz’ in Deutschland wie international bekannt gewordener Einsatz für Verfolgte führte 1976 zur Ernennung zum ersten Generalsekretär der Sektion der Bundesrepublik Deutschland von Amnesty International. In dieser Funktion erhob er mehrfach seine Stimme, um auch die Kirchen an ihre Verantwortung für Menschenrechte zu erinnern. Auf einer Studienkonferenz 1978 zum Thema „Kirche und Menschenrechte – zum Beispiel Paraguay“ forderte er die Kirchenoberen auf, am Beispiel Lateinamerika von der Klage über die Unterdrückung der Armen zur Anklage gegen die Verletzung der Menschenrechte überzugehen. Die Kirche reagiere zwar auf Verletzungen der Menschenrechte mit Protest und Hilfe für die Betroffenen, engagiere sich aber politisch zu wenig, um ungerechte Machtstrukturen wie in Paraguay zu überwinden.
In seiner Zeit als Amnesty-Generalsekretär hielt er im Rahmen der Fernsehsendung Gottesdienst im ZDF eine Predigt in der Thomaskirche in Hemer. Dabei thematisierte er auch die Geschichte der Stadt Hemer als Standort des Stalag VIa während des NS-Regimes und wies auf die kirchliche Verpflichtung zum Lernen aus der Unrechtsgeschichte hin, die eng mit der damaligen kirchlichen Haltung verknüpft ist.
Helmut Frenz war von 1987 bis zu seinem Tode Vorstandsmitglied der Hamburger Stiftung für politisch Verfolgte, die politisch Verfolgten ein vorübergehendes Asyl in Hamburg ermöglicht.
Bei einer Aktionärs-Hauptversammlung der Mercedes-AG 2004 in Argentinien konfrontierte er den versammelten DaimlerChrysler-Vorstand mit der Tatsache, dass die Leiter dieses Unternehmens sich gegenüber der Not der unter der Diktatur verfolgten und ermordeten Daimler-Mitarbeiter gleichgültig verhielten.
Als Papst Benedikt XVI. im Jahr 2007 Brasilien besuchte, warf Frenz der katholischen Amtskirche in Brasilien vor, dem riesigen Heer der Armen und Landlosen nicht nahe genug zu stehen. In den Städten liefen die Menschen scharenweise der Kirche davon. Die Pfingstkirchen und Befreiungstheologen hingegen zeigten sich viel solidarischer mit den Menschen in ihrem täglichen Überlebenskampf.

## Ehrungen
- Nansen-Flüchtlingspreis 1974
- Ehrenmedaille des chilenischen Parlaments für den Einsatz für die Menschenrechte 2001
- Ehrenbürger Chiles 2007[6]
- Verleihung der Ehrendoktorwürde der Universität ARCIS in Chile 2008[7]

## Werke
- Stimme der Verstummten: Vom Einsatz für die Menschenrechte. Hrsg., Helmut Frenz, Gütersloher Verlagshaus Mohn, Gütersloh 1980 (2. Auflage 1983). ISBN 3-579-01003-4 kart.
- Guatemala. Der lange Weg zur Freiheit. Hammer, Wuppertal 1982, ISBN 3-87294-198-4.
- El Salvador. Massaker im Namen der Freiheit. Rowohlt, Reinbek bei Hamburg 1982, ISBN 3-499-15027-1.
- Die Bauern von Solentiname malen das Evangelium – mit Meditationen von Helmut Frenz.  Burckhardthaus-Laetare-Verlag, Gelnhausen 1982.
  - L' Évangile peint des paysans de Solentiname. Les Éditions du Cerf, Paris 1983 (französische Ausgabe).
- Risse im Paradies : Philippinen heute: Menschenrechte u. Widerstand. Von Task Force Detainees of the Philippines. Hrsg. vom Ökumen. Studienkreis Philippinen. Mit e. Vorw. von Helmut Frenz,  Wuppertal 1984, ISBN 3-87294-235-2.
- Jenseits der Propaganda: die Lage der Menschenrechte in Mittelamerika. Hrsg. Christliche Initiative Romero. Mit e. Vorw. von Helmut Frenz. [Red.: Roger Peltzer] Ed. Nahua, Wuppertal 1987, ISBN 3-923329-37-7.
- Dein Haus ist meine Zuflucht : Gebete der Flucht, der Verfolgung und des rettenden Asyls ; die alten Psalmen in neuer Sprache. Publik-Forum, Oberursel 1995, ISBN 3-88095-078-4.
- Mi vida chilena : solidaridad con los oprimidos LOM, Santiago 2006, ISBN 956-282-807-7.
- „… und ich weiche nicht zurück.“ Chile zwischen Allende und Pinochet. Ein Pfarrer und Menschenrechtler erinnert sich. Gustav-Adolf-Werk, Juli 2010, ISBN 3-87593-109-2.